# Balmorhea (Teksas)
Balmorhea – miasto w Stanach Zjednoczonych, w stanie Teksas, w hrabstwie Reeves.